# Pacanier
Carya illinoinensis
Espèce
Classification phylogénétique
Répartition géographique
Le pacanier ou noyer de pécan (Carya illinoinensis) est une espèce de plantes à fleurs de la famille des Juglandacées. C'est un arbre, cultivé pour son fruit (la noix de pécan ou pacane) principalement en Amérique du Nord d'où il est originaire.
Par la qualité de son fruit, il est proche du noyer commun (Juglans regia) bien que distinct sur le plan morphologique puisqu'il appartient au genre Carya (les caryers ou hickories en anglais) et non au genre Juglans.

## Étymologie
Le nom de genre Carya dérive du grec ancien καρύα / karúa « noyer ». L’épithète spécifique « illinoinensis » dérive du nom d’un État du Midwest des États-Unis, l’Illinois.
L’espèce a d’abord été décrite en 1787 par le botaniste allemand Friedrich von Wangenheim (1749-1800), sous le nom de Juglans illinoiensis (basionyme), classé sous le genre Juglans tout comme le noyer commun (Juglans regia). Le botaniste allemand, Karl Koch (1809-1879) le reclassa dans le genre Carya et donna une nouvelle orthographe à l’épithète spécifique (Dendrologie 1: 593. 1869).
Pour les Carya, le fruit est déhiscent, l’enveloppe s’ouvre par 4-6 valves pour libérer un noyau lisse. Pour les Juglans, le fruit est indéhiscent ou à déhiscence incomplète, l’enveloppe et la coque tombent ensemble à terre et la coque est « sculptée ».
Le terme pacane (ou pecan en anglais) désignant le fruit, est un emprunt à un dialecte algonquin. C’est un nom féminin. Le terme pacanier (nom masculin) dérive par le suffixe –ier* (exprimant l’idée de production), « qui produit des pacanes ».

## Description

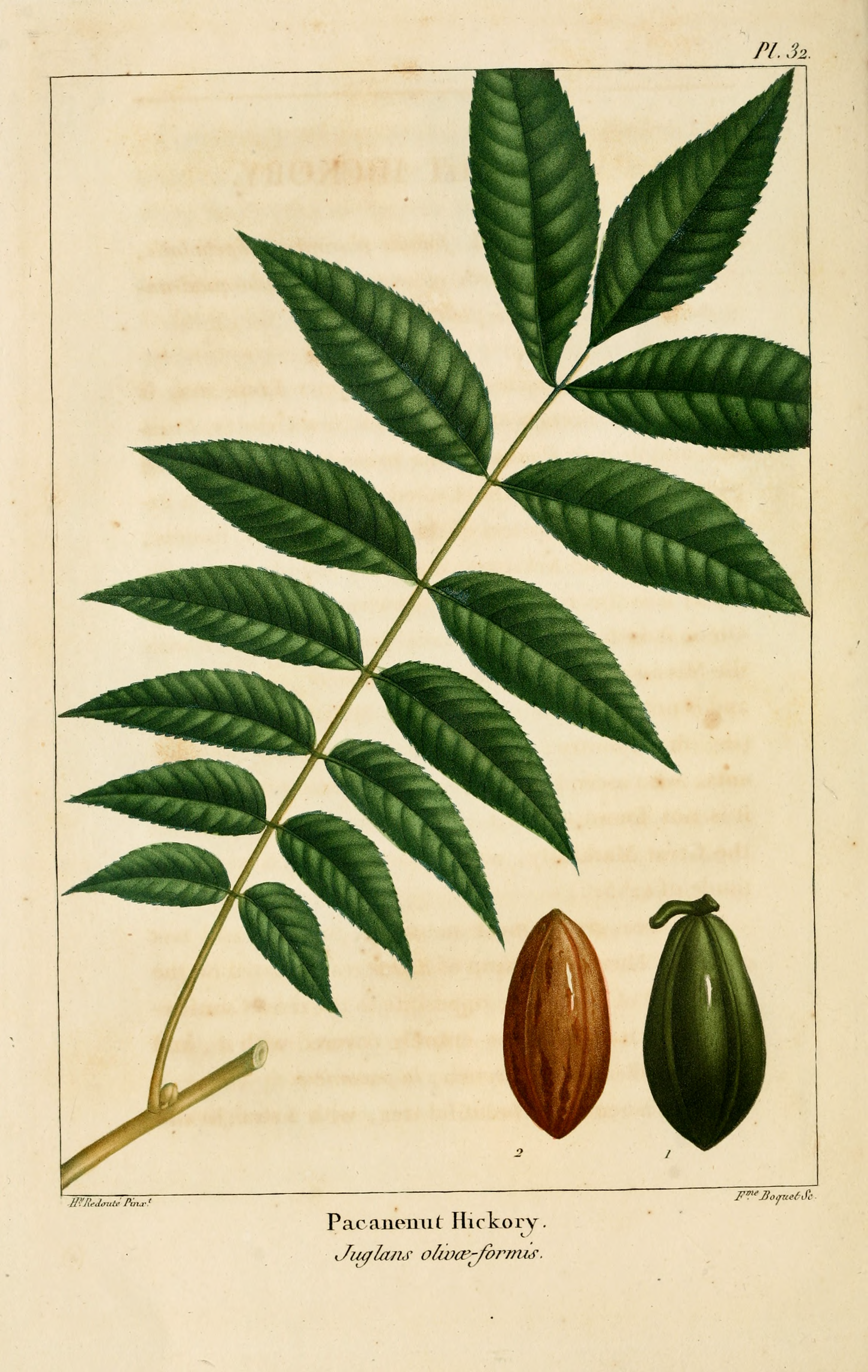
Une planche de The North American sylva illustrant le feuillage et le fruit du pacanier.

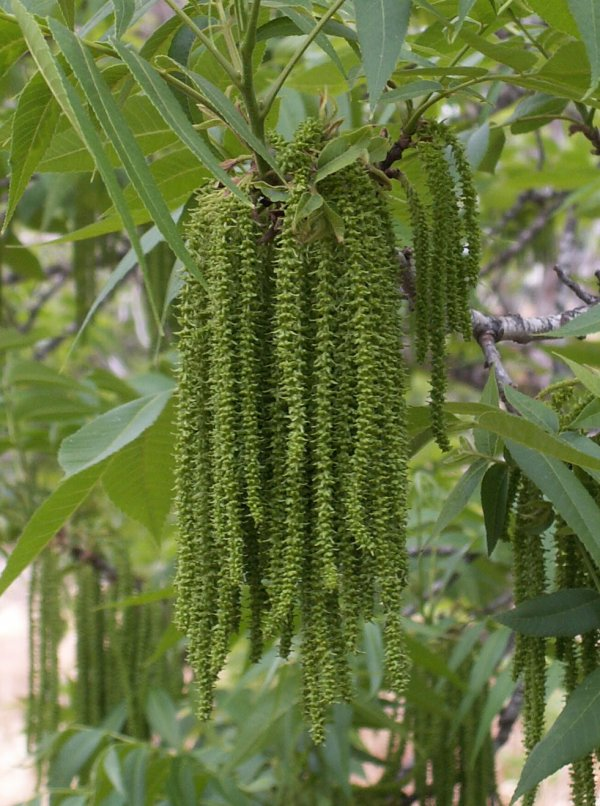
Chaton de fleurs mâles de C. illinoinensis.

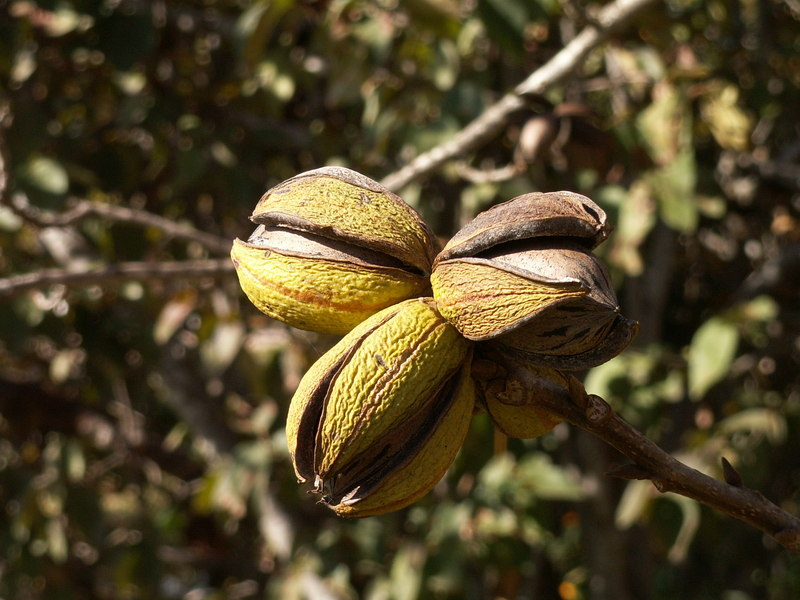
Noix de pécan, sur l'arbre, avec le péricarpe ouvert.

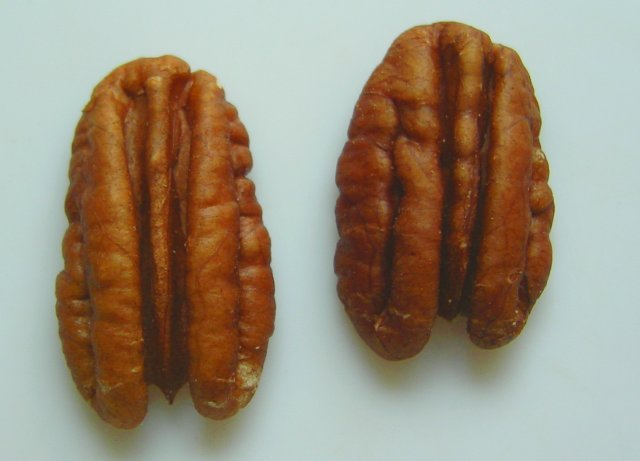
L'amande comestible de la noix de pécan, formé de 2 cotylédons.

Le pacanier est un grand arbre décidu, de 20 à 25 mètres de haut en moyenne, mais il peut atteindre jusqu'à 44 mètres de haut et 6 mètres de circonférence (à 1 m de hauteur).
Les feuilles composées imparipennées, longues de 40 à 70 cm ont de 9 à 13  folioles, à marge serretée. Le pétiole est pubescent.
Les inflorescences mâles sont des chatons pendants de 18 cm de long ; elles apparaissent avant les feuilles. Les fleurs femelles qui apparaissent sur de nouveaux rameaux, sont regroupées dans de petits épis dressés, terminaux.
Le fruit (ou pacane) de forme cylindrique oblongue est une drupe, de couleur verte, déhiscente jusqu'à la base. Le péricarpe externe, le brou, mesure de 2 à 3 mm d'épaisseur. À maturité, le brou s’ouvre par quatre valves pour libérer le noyau.
Le fruit sec qui est en fait le noyau de la drupe, est de forme variable, généralement ovoïde, plus ou moins allongée. Il est lisse extérieurement et de couleur brune, tachée de noir. Il mesure de 3 à 6 cm de long sur 2-3 cm de diamètre. La coquille est mince (2 mm). Contrairement à la noix, la coque de la pacane n’est pas divisée en deux.
L'amande est bilobée et entourée d'une pellicule rouge clair, l'endoplèvre. Son goût ressemble à celui de la noix.

## Distribution
Cette espèce est originaire de la partie sud-est des États-Unis et du nord du Mexique. Aux États-Unis, elle pousse naturellement du sud des États de l'Illinois et d'Iowa, le Kansas, le Missouri, l'Oklahoma, et du Texas jusqu'en Virginie. Au Mexique, l'État de Chihuahua domine la production.
La culture extensive et la naturalisation ont compliqué l’interprétation de la distribution naturelle de Carya illinoinensis. Le pacanier s’hybride avec C. aquatica, C. cordiformis, C. laciniosa et C. ovata. Il s'est naturalisé dans une partie des États-Unis et du Mexique. Le pacanier est principalement cultivé aux États-Unis et au Mexique, mais aussi en Australie, Afrique du Sud, Israël et Amérique du Sud.
Introduit en Europe au XIXe siècle, le pacanier ne s'est guère répandu, car, bien que résistant au froid hivernal européen, il a besoin de fortes chaleurs en été pour que ses noix mûrissent. Il peut donc pousser partout en France mais ne fructifiera pas partout (sauf si on utilise des variétés originaires du nord des États-Unis).
Son habitat comprend les ripisylves, les plaines d’inondation de rivière et les sols bien drainés.

## Culture
Le pacanier est cultivé dans 57 pays, sa culture est importante aux États-Unis où l'on compte des centaines de variétés. Les grands États producteurs de pacanes sont le Texas, la Géorgie, l'Alabama, la Louisiane et l'Oklahoma. La récolte des noix de pécan se fait vers la mi-octobre.
Le Mexique est l’autre grand pays producteur de pacanes, à peu près à égalité avec les États-Unis. Il produit environ la moitié de la production mondiale de pacanes.
Le pacanier apprécie les climats à forte amplitude thermique. Il pousse aussi bien dans le sud des États-Unis, où les hivers sont doux, que dans le Midwest, où les nuits peuvent être glaciales. Il peut donc supporter de grands froids l'hiver, mais il a cependant besoin d'étés très chauds et longs, chaque année. Ce qui explique que sa culture ait souvent échouée en Europe (en dehors de la région de Malaga ou dans le sud portugais). Néanmoins, les variétés issues du nord de l'aire de distribution naturelle se contentent d'été plus courts et plus frais. Une expérimentation associative, agroforestière et biologique, nommée « French Pecan » est lancée depuis 2023 en France (notamment dans le Loiret et en Nouvelle-Aquitaine) afin d'étudier les meilleures techniques et variétés a mettre en oeuvre pour permettre la production sur le territoire et ainsi participer à accélérer la transition agroécologique des territoires.
Les cultivateurs utilisent plusieurs variétés de pacaniers pour favoriser la pollinisation croisée. Entre le Midwest et le Mexique, les différences de température minimales sont importantes. Il est donc important de choisir les cultivars les mieux adaptés à la zone de rusticité.
Malgré les travaux de sélections de l’USDA Agricultural Research Service, la plupart des vergers de pacaniers sont plantés dans d’anciennes variétés comme  'Stuart', 'Schley', 'Elliott', et 'Desirable'. De nombreuses variétés très productives au Texas échouent au Sud-Est en raison de la pression des maladies.

### Alternance biennale

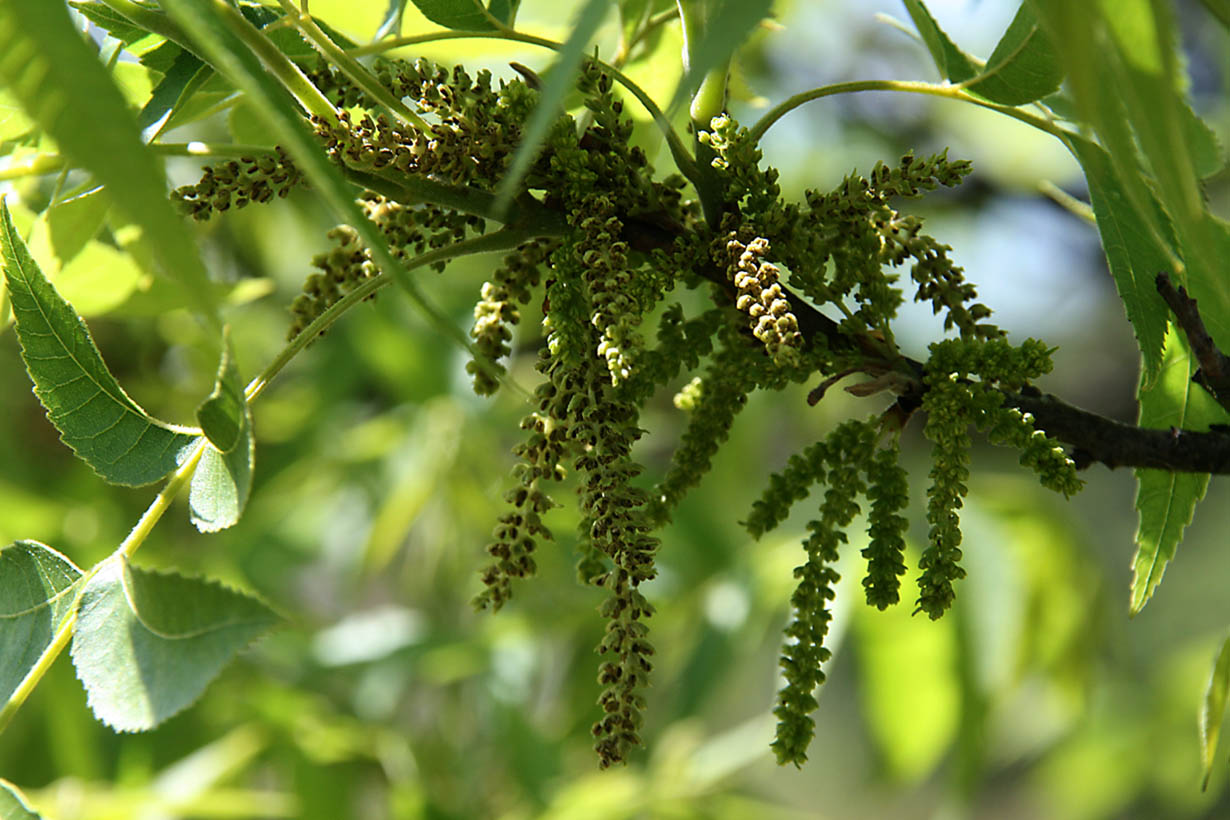
Floraison abondante du pacanier en année à forte production.

Le pacanier est très sensible à l'alternance biennale, l'intensité moyenne de l'alternance du pacanier mesurée au Mexique (2020) était de 31,58 %. Une fertilisation adaptée aide à combattre l'alternance. En 2021, une étude américaine des effets de l'application de régulateur de croissance (éthéphon, gibbérelline, inhibiteur de l'éthylène amino-éthoxy vinylglycine) sur les homologues des gènes de floraison feuillus (CpLFY), apetala1 (CpAP1) et le locus de floraison t (CpFT ) montre qu'il est possible de réguler la floraison et la fructification du pacanier, sous réserve d'application à des dates précises. Ces travaux ouvrent la voix à une prévention de l'alternance du pacanier .

## Histoire
En Amérique du Nord avant la colonisation européenne, les pacanes étaient largement consommées par les Amérindiens. Diverses variétés de pacaniers avaient des noms dans les langues Cheyennes, Sioux, Mohawks et Shawnee. C'est ainsi que le nom de pacane (ou pecan en anglais) vient de l’algonquin.
Les explorateurs espagnols découvrirent les pacaniers au XVIe siècle dans les régions, actuellement appelées Louisiane, Texas et Mexique. D’après Cabeza de Vaca (1488-1559), un explorateur espagnol qui après un naufrage fut recueilli par les indigènes de la côte du Golfe, les Amérindiens se rendaient tous les automnes dans la Rivière des Noix (Guadalupe au Texas) pour ramasser des nogales (des noix de pécan). Leur survie durant les mois d’hiver difficiles dépendait des pacanes. Lorsqu'ils chassaient ou péchaient le long des rivières, les Amérindiens de l’Oklahoma croquaient des pacanes ou bien les broyaient et les recouvraient d’eau bouillante pour épaissir le bouillon de venaison.
Un autre usage des Amérindiens consistait à extraire l’huile des pacanes. Les Séminoles avaient leurs propres techniques qui consistait à mettre à tremper des pacanes, puis à les placer dans un sac qu’ils écrasaient pour en extraire l’huile. L’huile était utilisée pour cuisiner ou pour assaisonner.
La distribution d’origine des pacaniers coupe une large bande à travers le territoire de l’Amérique, le long du Mississippi et de ses affluents, du sud de l’Illinois jusqu'au Golfe. Le pacanier croît en plus grande abondance dans les forêts riveraines (ripisylve) et dans les dépressions. À l’époque de la Révolution américaine, les Amérindiens avaient amené les pacanes jusqu'en Virginie à l’Est. C’est là qu’il a été rapporté qu’en 1782, le futur premier président des États-Unis George Washington, partait toujours avec les poches pleines de pacanes. Il dit dans son journal que Thomas Jefferson lui avait donné des « noix de l’Illinois » de pacanier qu’il cultiva chez lui au Mount Vernon.
Il est fort probable que les pacaniers et quelques caryers (arbres du genre Carya, en anglais hickory) furent plantés par les Amérindiens, comme le laisse supposer l’abondance des arbres à noix signalée par les premiers explorateurs. Le naturaliste américain William Bartram, dans le compte rendu de son voyage dans le Sud en 1773, mentionne une plantation de Juglans exalata que certains botanistes interprètent comme le pacanier et d’autres comme un caryer, le caryer ovale (Carya ovata) ou le caryer lacinié (Carya laciniosa, Shellbark Hickory) .
Quoique les peuples indigènes et les premiers colons d’Amérique connaissaient bien les pacaniers et pouvaient en planter quelques-uns, la culture commerciale n’a pas commencé avant 1880.
La domestication du pacanier est probablement plus récente que celle de la plupart des fruitiers cultivés. En 2005, les pacanes sauvages représentaient encore 55 % du marché au Texas.

## Divers
En 1906, le gouverneur du Texas, James Stephen Hogg, a fait du pacanier l'arbre symbole du Texas.